# 館山寺站
館山寺站（日语：／ Kanzanji eki */?）是位於靜岡縣濱松市中央區館山寺町，屬於遠鐵觀光開發的館山寺索道車站。本站鄰接濱名湖PalPal，此索道也可前往濱名湖八音盒博物館。

## 歷史
- 1960年（昭和35年）12月 - 車站啟用。
- 1999年（平成11年）
  - 1月10日 - 隨著索道進行翻新而暫停營業。
  - 4月24日 - 翻新完成，索道重開。

## 車站構造
本站直接連接濱名湖PalPal，如果乘客持有入場票，可在車站直接進入濱名湖PalPal園內。

## 車站周邊
- 濱名湖PalPal（日语：浜名湖パルパル）
- 館山寺溫泉（日语：舘山寺温泉）
- 館山寺（日语：舘山寺）

## 巴士路線
遠州鐵道巴士
「濱名湖PalPal」巴士站
花朵號
「索道·濱名湖遊船乘車處」巴士站

## 相鄰車站
遠鐵觀光開發
館山寺索道
館山寺－大草山

## 注腳
1. ↑   （页面存档备份，存于）（日語）